# مونتیووت
مونتیووت (به ایتالیایی: Montjovet) یک کومونه در ایتالیا است که در واله دائوستا واقع شده‌است. مونتیووت ۱۸ کیلومترمربع مساحت و ۱٬۸۱۳ نفر جمعیت دارد و ۴۰۶ متر بالاتر از سطح دریا واقع شده.